# جعيتا

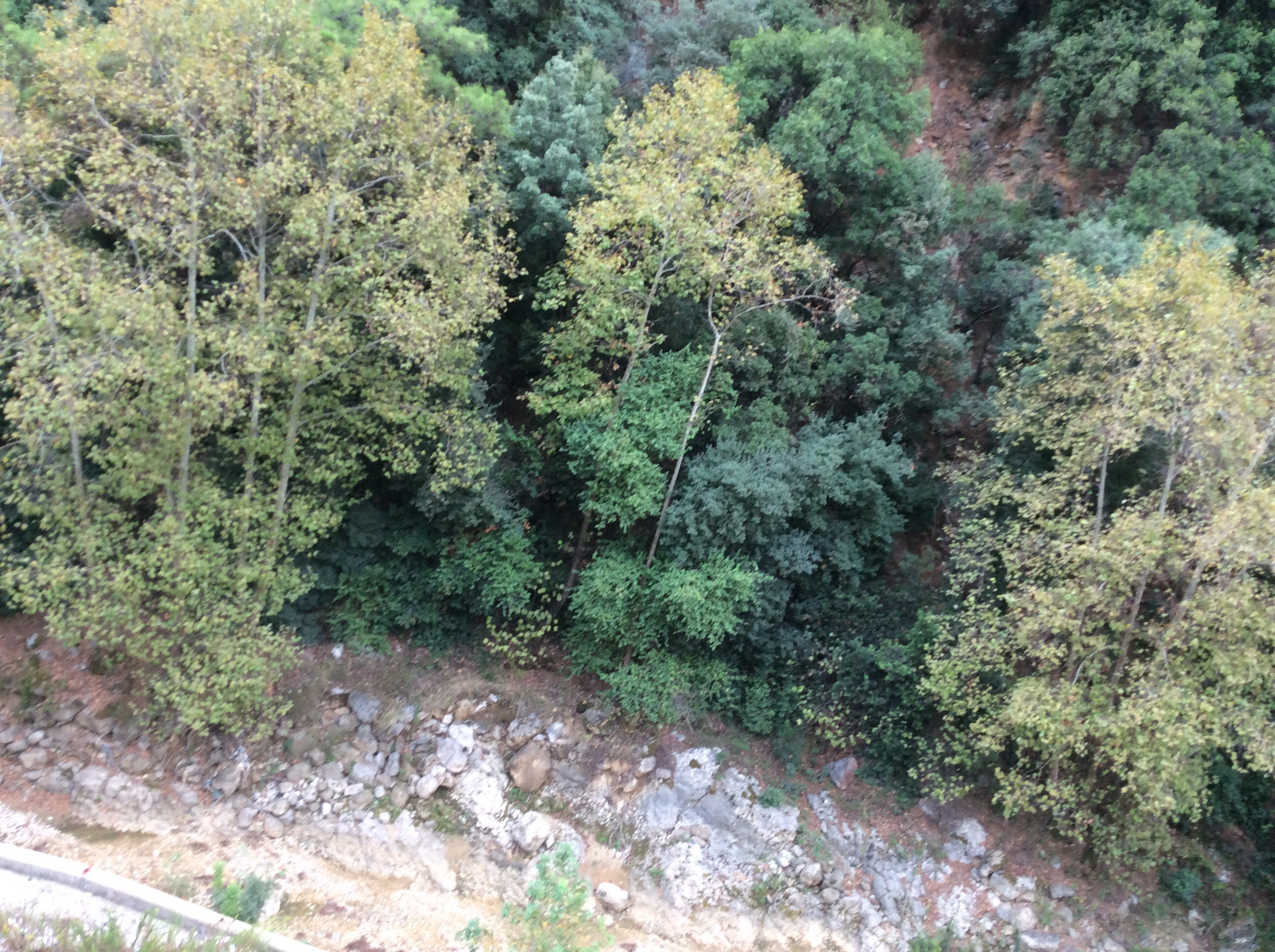
صورة تظهر أحراش قرية جعيتا

جعيتا هي قرية لبنانية من قرى قضاء كسروان في محافظة جبل لبنان. وهي تبعد 20 ك شمال بيروت

## أعلام
- زياد بارود